# Hermes Trismegistul

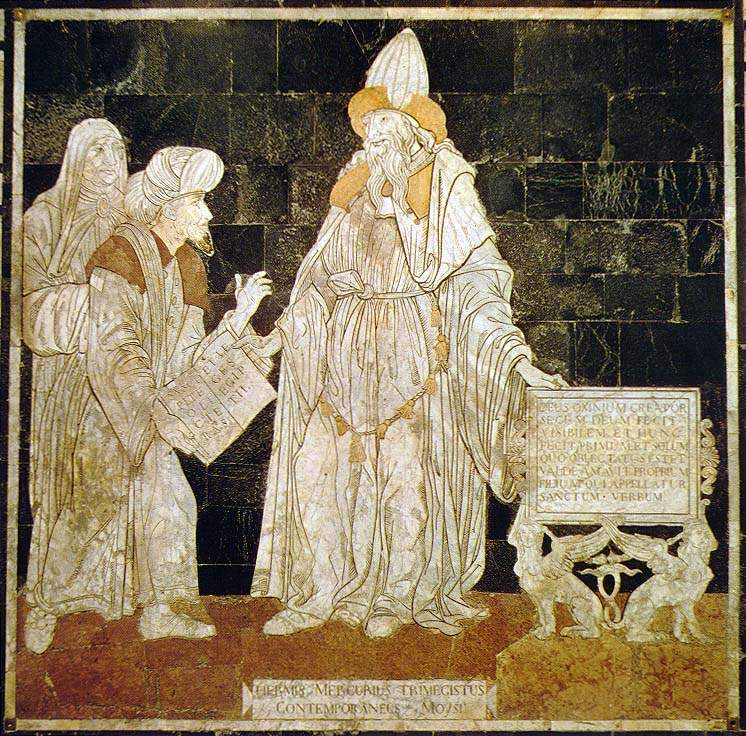
Hermes Trismegistul, mozaic din pardoseala Catedralei din Siena

Hermes Trismegistul a fost un alchimist legendar din Alexandria, adesea înfățișat cu un trident care reprezintă razele iluminării sale. Inițiații care îi urmează învățăturile sunt cunoscuți sub numele de ermetici.
Termenul grecesc referitor la Hermes, Trismegistul, înseamnă „de trei ori mare”.
Hermes Trismegistus a fost asimilat cu zeul Thot pentru egipteni, Hermes pentru greci și Mercur pentru romani, fiind identificat de unii chiar cu Moise. Este considerat inventatorul scrisului și al limbajului, al magiei, al astronomiei și al alchimiei.
În islam, unde alchimia a fost privită ca o moștenire a profeților dinainte, Hermes Trismegistul este identificat cu Enoh-Idrīs..
În Discursul perfect, Hermes Trismegistul îi dezvăluie lui Asclepios că 
„Dumnezeu nu are nume, sau mai curând le are pe toate, deoarece el este în același timp Unu și Întregul. Bucurându-se în veci de fecunditatea celor două sexe, el dă mereu naștere la tot ceea ce a avut intenția să procreeze. 
 
- Cum, Trismegiste, spui că Dumnezeu are ambele sexe? 

- Da, Asclepios, și nu numai Dumnezeu, ci și toate ființele însuflețite și vegetale...”